# Чорноморець Бургас (Софія)
«Чорноморець Бургас» (Софія) (болг. Черноморец Бургас (София)) — колишній болгарський футбольний клуб з міста Софія. 
Команда була утворена влітку 2006 року шляхом об'єднання клубів «Чорноморець» (Бургас) та «Конеліано». Протягом сезону 2006/07 вона виступала у вищому дивізіоні, встановивши ряд антирекордів, по його завершенні втратила професіональну ліцензію і незабаром припинила існування.

## Історія
Влітку 2006 року Івайло Дражев, власник клубу «Чорноморець» (Бургас), що вилетів до третього дивізіону, придбав «Конеліано», команду яка отримала право зіграти у наступному сезоні у вищому дивізіоні країни і проводила свої матчі у Софії. В результаті була створена об'єднана команда «Чорноморець Бургас» (Софія), яка залишила ім'я більш титулованого «Чорноморця», але зайняла місце «Конельяно» у вищому дивізіоні, взявши і його фактичну «прописку» у Софії. В результаті у назві клубу опинилося два міста, розташовані на двох різних краях Болгарії. Тренером команди став Іван Атанасов, який очолював команду до кінця першої половини сезону, а навесні на його місце був призначений Христо Георгієв.
Втім експеримент виявився вкрай невдалим. Вже у першому матчі проти «Левські» клуб не зареєстрував необхідних п'ять молодих гравців, через що результат гри було анульовано, а з команди було знято три очки. Матч другого туру проти клубу «Вихрен» взагалі не відбувся, оскільки «Чорноморець» не підготував стадіон вимогам безпеки. В результаті за дві технічних поразки над клубом нависла загроза виключення з чемпіонату. В результаті команда таки зберегла своє місце у вищому дивізіоні Болгарії після чотиригодинного засідання виконавчого комітету Болгарського футбольного союзу, втім команду попередили, що вони будуть виключені, якщо вони не зіграють третій поєдинок. Надалі команда матчів не пропускала, але виступала вкрай невдало, здобувши за 30 турів лише 1 нічию та зазнавши 29 поразок. Єдине очко команда здобула 1 жовтня 2006 року в домашній грі 8-го туру проти «Литекса» (Ловеч), що закінчилась внічию 0:0, так і не змігши вибратись з «мінусів». В результаті «Чорноморець Бургас» (Софія) встановив велику кількість антирекордів вищого дивізіону Болгарії, включаючи найменшу кількість набраних очок (-2 бали) та найбільшу кількість пропущених голів (131). 
Команда завершила сезон на останньому 16 місці і повинна була вилетіти до Групи Б, другого професіонального дивізіону, але не отримала професіональну ліцензію. Влітку 2007 року команда змінила назву на ФК «Чорноморець Бургас Болгарія» (Бургас) і заявилась до аматорської Групи В, але не почала підготовку і була розпущена та розформована.

## Склад у єдиному сезоні[6]
Воротарі:
- 1. Костадін Георгієв
- 12. Ахмед Белбер

Захисники:
- 4. Йордан Йорданов
- 6. Алексей Степанов
- 21. Петар Манолов
- 13. Владислав Богданов
- 22. Георгій Бомбов
- 2. Галин Камбуров
- 16. Мартін Димов

Півзахисники:
- 19. Горан Мохамед
- 7. Іван Руменов-Георгієв
- 14. Йордан Кузов
- 17. Лачезар Манов
- 20. Раді Радев
- 5. Івайло Вирбанов
- 8. Калоян Зарчов
- 10. Йосиф Шутев

Нападники:
- 23. Денис Хабіл
- 9. Райчо Раєв
- 11. Дімітар Найденов
- 18. Дімітар Петров